# Ultimate Fighting Championship
Ultimate Fighting Championship (UFC, с англ. — «Абсолютный бойцовский чемпионат») — международная спортивная организация, базирующаяся в Лас-Вегасе (США) и проводящая бои по смешанным единоборствам (также известные как ММА — от англ. Mixed Martial Arts) по всему миру. Он принадлежит и управляется TKO Group Holdings, дочерней компанией Endeavor.
Изначально UFC задумывалась создателями как одноразовый турнир, позволяющий определить самое эффективное боевое искусство, и напоминала ранние бразильские состязания по вале-тудо. Успех первого турнира, состоявшегося в Денвере в 1993 году, стал мотивом проведения новых состязаний, однако под давлением властей штата Невада компании пришлось существенно изменить правила, превратив соревнования из зрелища в спорт.
В 2001 году, после приобретения компании владельцами сети казино Station Casinos, Лоренцо и Фрэнком Фертитта и назначения на должность президента организации бывшего промоутера бокса Дэйны Уайта, UFC начала агрессивную экспансию в Соединённые Штаты и другие страны.
Начиная с 2006 года, турниры UFC (вследствие отмены официальных турнирных сеток ставшие известные как события или эвенты от англ. event) составляют значительную конкуренцию профессиональному боксу на платном телевидении: количество заказов платных трансляций нередко превышает миллион. В 2007 году, после выкупа главного конкурента, японской организации Pride Fighting Championships, UFC превратилась в одного из крупнейших в мире промоутеров боёв по смешанным единоборствам.
По состоянию на 2012 год под эгидой UFC выступает большинство бойцов ММА, занимающих лидирующие позиции в мировых рейтингах, а бои транслируются в 130 странах на 20 разных языках.
В апреле 2023 года компания Endeavor объявила, что UFC объединится с рестлинг-промоушеном WWE и образует новую публичную компанию TKO Group Holdings, мажоритарным владельцем которой станет Endeavor, при этом Винс Макмэн будет занимать должность исполнительного председателя новой компании, а Уайт останется президентом UFC. Слияние завершилось 12 сентября 2023 года.

## История UFC

### Происхождение

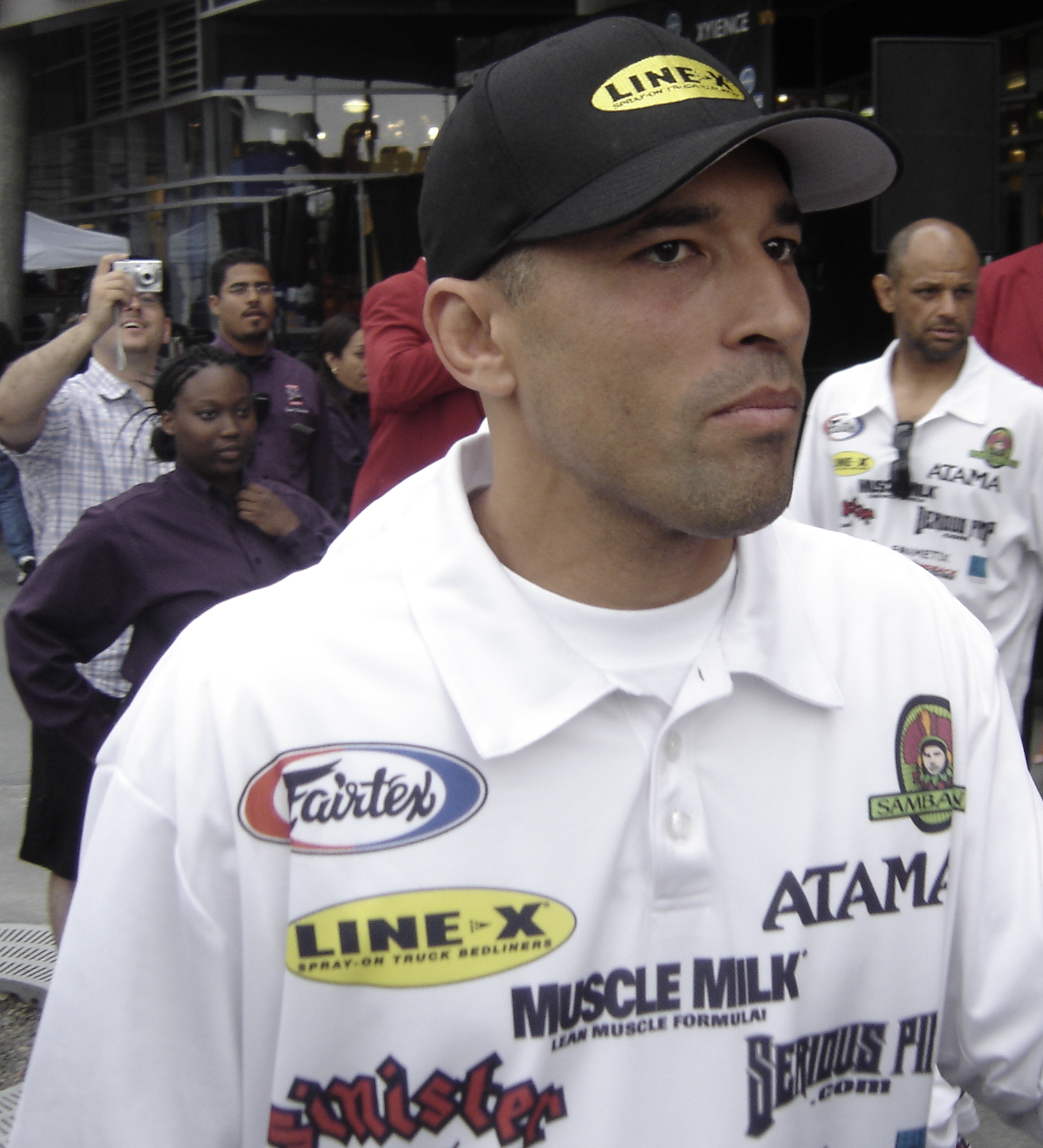
Ройс Грейси, уступая оппонентам в росте и весе, выиграл три турнира UFC, используя бразильское джиу-джитсу.

Своим появлением UFC обязана, в первую очередь, калифорнийскому бизнесмену Арту Дейви. В 1991 году Дейви, проводя исследование боевых искусств для торгового клиента, встретил Ройса Грейси, который заведовал школой бразильского джиу-джитсу в Торрансе, Калифорния, и стал его учеником.
У семьи Грейси была долгая история проведения матчей по вале-тудо — предшественнику смешанных боевых искусств в Бразилии. В 1992 году, вдохновлённый видеосериями о победах Грейси над мастерами разных боевых искусств, Дейви предложил Рориону и Джону Милиусу провести турнир из восьми участников под названием «Война Миров». Турнир должен был демонстрировать противоборство боевых искусств разных стилей без запретов, чтобы определить лучшее единоборство, повторяя азарт матчей на видео. Милиус, известный кинорежиссёр и сценарист, а также ученик Грейси, согласился быть креативным директором этого соревнования. Дейви составил бизнес-план и двадцать восемь инвесторов внесли начальный капитал для создания компании WOW Promotions с намерением превратить турнир в телевизионное шоу.

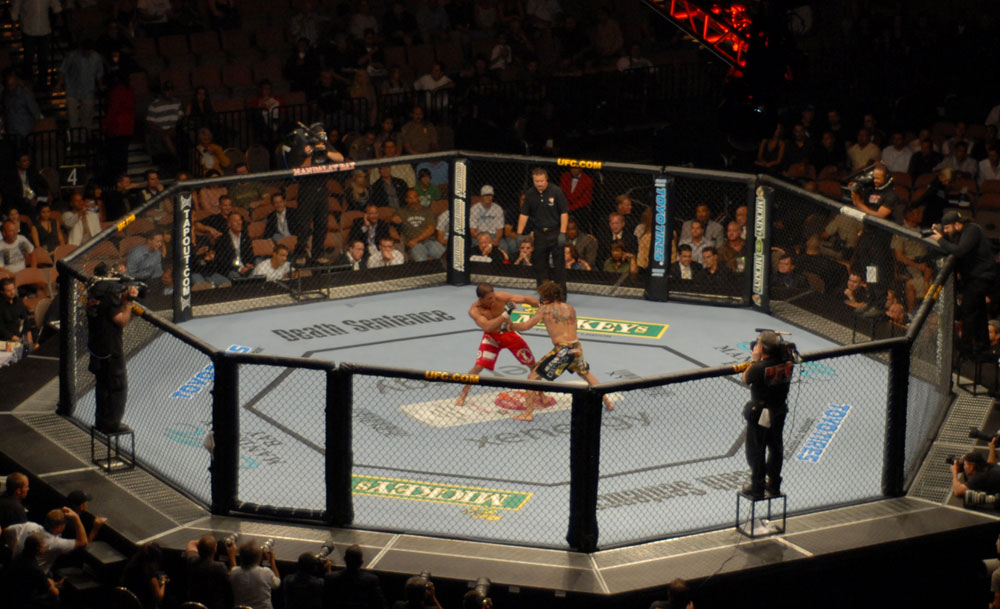
Восьмиугольник (или октагон) — клетка, где проводятся бои, стал символом UFC и не изменился со времён первого турнира.

В 1993 году WOW Promotions в поисках телевизионного партнёра начала переговоры с каналами кабельного телевидения TVKO (канал HBO), SET (канал Showtime) и Semaphore Entertainment Group (сокр. SEG). TVKO и SET отказались, но SEG — пионер платного кабельного телевидения, стал партнёром WOW в мае 1993 года. Ранее SEG уже продюсировал нетрадиционные состязания как, например, турнир «Битва полов» — соревнование между мужчинами и женщинами по теннису, включавшее встречу Джимми Коннорса против Мартины Навратиловой. SEG связался с арт-директором Джейсоном Кассоном, попросив его создать изображение «Восьмиугольника», по форме клетки, в которой планировалось проводить бои. В дальнейшем «Восьмиугольник», также известный как «Октагон» (от англ. octagon), превратился в символ соревнования, а Кассон стал художником UFC и проработал в организации до 2000 года. Также SEG придумала название для шоу — The Ultimate Fighting Championship (с англ. — «Абсолютный бойцовский чемпионат»).
12 ноября 1993 года WOW и SEG спродюсировали первый турнир на спортивной арене Макниколс в Денвере, Колорадо. В турнире приняли участие кикбоксеры Патрик Смит и Кевин Розье, представитель савата Жерар Гордо, шутбоксёр Кен Шемрок, каратист Зейн Фрейзер, сумоист Тейла Тули, боксёр Арт Джиммерсон и представитель бразильского джиу-джитсу Ройс Грейси, младший брат Рориона, лично выбранный им как представитель семьи Грейси. Шоу ждал мгновенный успех: 2800 человек присутствовали на трибунах арены Макниколс и ещё 86 592 подписчика заказали просмотр на платном канале.
Главной интригой соревнования для спортивных фанатов стал вопрос: «Может ли борец побить боксёра?». В то время большинство представителей боевых искусств владели лишь одним стилем и имели ограниченный опыт борьбы с практиками других единоборств. На первом турнире эффективнее всех оказался представитель борьбы: используя технику бразильского джиу-джитсу, Ройс Грейси одержал победы над тремя соперниками и стал чемпионом UFC 1.
Изначально организаторы не планировали повторных турниров, однако из-за успеха UFC 1 они решили организовать новые состязания.

Это шоу должно было быть единственным в своём роде, но оно собрало столько зрителей на платном телеканале, что они решили сделать ещё одно и ещё одно. Они бы никогда не подумали, что создают вид спорта.
Оригинальный текст (англ.)
That show was only supposed to be a one-off. It did so well on pay-per-view they decided to do another, and another. Never in a million years did these guys think they were creating a sport.
— Президент UFC Дэйна Уайт
В апреле 1995 года Дейви и Грейси продали SEG свою долю компании и распустили WOW Promotions. Дейви продолжал отношения с SEG как букмекер и матчмейкер (англ. matchmaker — составитель турнирной сетки), а также председатель UFC до декабря 1997 года.

### Специфика ранних турниров
Несмотря на то, что организация действовала под громким девизом — «Без правил!» — это было не совсем точным, так как UFC изначально был создан с определёнными ограничениями. Не разрешалось кусаться и выдавливать глаза, а захваты за волосы, бодание головой, атаки в пах и цепляние пальцами за щеку (англ. fish-hooking) хоть и дозволялись, но не одобрялись. В целом, бойцы, следуя неписаным этическим законам единоборств, избегали подобных атак. Например, в квалификационном раунде турнира UFC 5, участники Джейсон Фэйрн и Гай Мезгер перед боем договорились не дёргать друг друга за волосы и оба затянули причёски в хвосты. Случаи же намеренных ударов в пах вообще единичны. Наиболее известным с этой точки зрения является бой Кит Хэкни — Джо Сан, также состоявшийся на UFC 4 и запомнившийся зрителям именно тем, что, находясь в партере, Кит Хэкни, намеренно нанёс несколько размашистых ударов кулаком в пах Сану. Любопытно то, что, несмотря на тяжёлые удары, Сан продолжил бой как ни в чём не бывало, хотя и проиграл в конце в результате удушения. Впрочем, несмотря на ограниченное использование приёмов, традиционно считающихся «грязными», UFC заработала репутацию крайне жестокого спорта, о чём перед боями неоднократно предупреждалась аудитория.
Ранние турниры UFC проводились в открытой весовой категории, и разница в весе между двумя бойцами порою достигала 180 килограммов, как в бою Кита Хэкни и Эммануэля Ярборо на UFC 3. Тем не менее, бои UFC быстро доказали, что рост и вес не являются определяющим фактором для победы: три из первых четырёх турниров выиграл 182-сантиметровый, 78-килограммовый Ройс Грейси.

### Противоречия и реформа

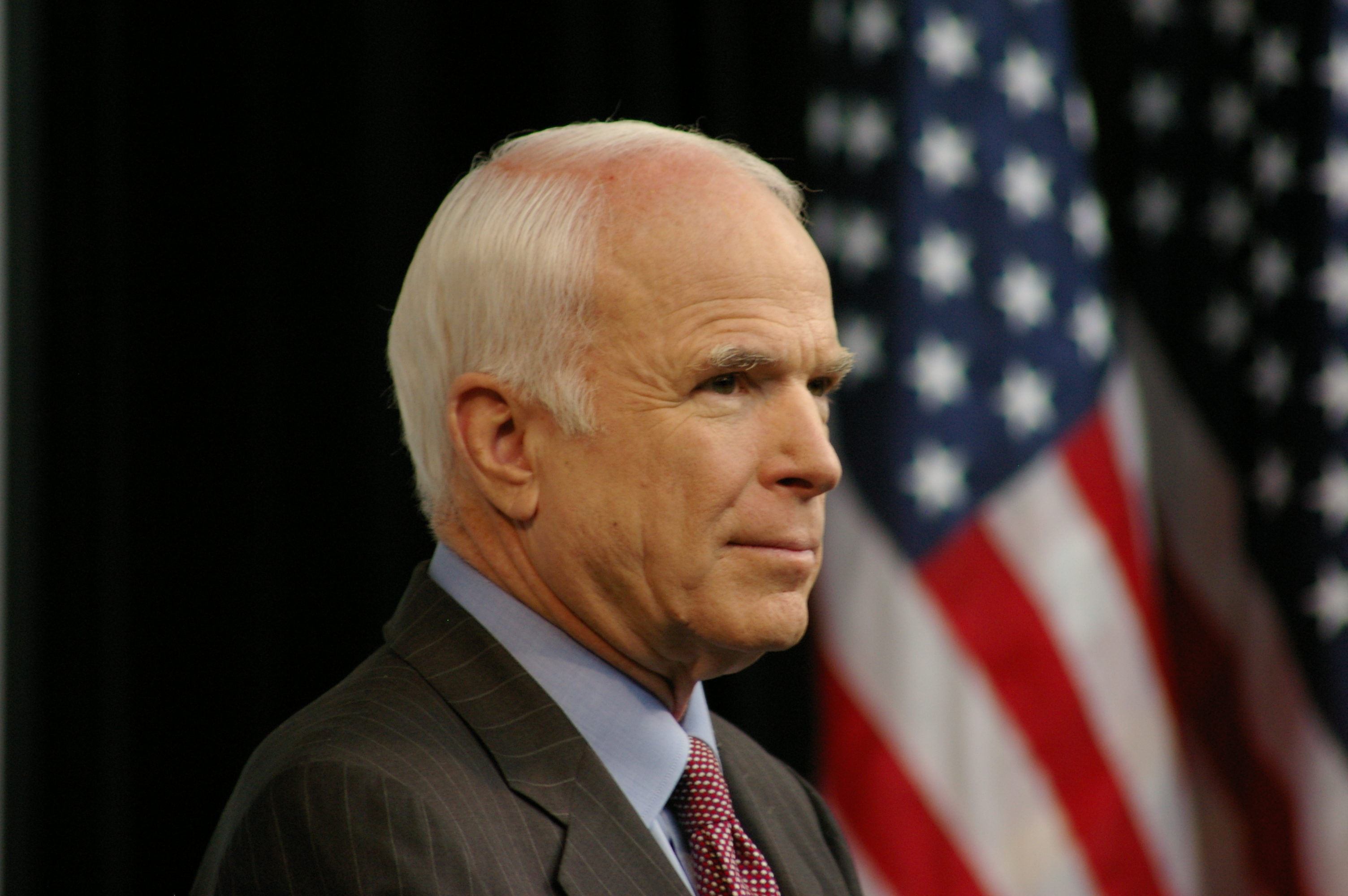
До реформы сенатор Джон Маккейн активно выступал против UFC

UFC почти немедленно приобрела широкую популярность, благодаря своей новизне, реализму и большому освещению в печати, хотя не всё из этого было благоприятным. Жёсткость соревнований и манера, в которой SEG их продвигал, в частности, рекламируя турниры как «бои без правил», быстро привлекли внимание критиков. Сенатору Джону Маккейну прислали кассету с записью первого турнира UFC, который Маккейн сразу же счёл отвратительным. Маккейн лично провёл кампанию по запрету UFC, назвав это «человеческими петушиными боями» и послал письма в правительства всех 50 штатов США с просьбой запретить турниры.
В результате UFC лишилась возможности транслировать бои по общественному кабельному каналу Viewer’s Choice и частному — TCI Cable. Это решение было весьма противоречивым: Маккейн впоследствии обвинялся в получении многочисленных взяток от промоутеров бокса, разглядевших в новом зрелище потенциального конкурента. Тридцать шесть штатов ввели закон, который запрещает «бои без правил», включая Нью-Йорк (этот штат запретил UFC 12, принудив турнир перебазироваться в Дотан, Алабама). UFC продолжал транслироваться на канале DirecTV Pay-Per-View, хотя аудитория была мизерной по сравнению с платформами других кабельных каналов.
В ответ на критику UFC усилил сотрудничество с государственными спортивными комиссиями и изменил правила, убрав неприятные элементы боя, но сохранив при этом основные элементы ударных и борцовских техник. На UFC 12 были введены весовые категории, а, начиная с UFC 14, стали обязательными перчатки, в то время как удары лежачего ногами, таскание за волосы, цепляние пальцами за щеку, удары головой и удары в пах попали под запрет. На UFC 15 были введены дополнительные ограничения: запрещены удары по затылку, шее и спине, а также манипуляции с малыми суставами. На UFC 21 поединок был разграничен на пятиминутные раунды, и UFC окончательно превратился из зрелища в спорт.
Также UFC продолжала работу с государственными спортивными комитетами, продвигая соревнования и в другие штаты, включая Айову, Миссисипи, Луизиану, Вайоминг и Алабаму.
30 сентября 2000 года в Нью-Джерси состоялся турнир по правилам ММА, проведения которого добился другой промоушен смешанных боевых искусств — International Fighting Championships. Всего лишь два месяца спустя UFC организовал UFC 28 по «Объединённым правилам» главного государственного спортивного комитета Нью-Джерси. После реформы мнение Маккейна изменилось:

Спорт вырос. Правила были изменены, чтобы дать спортсменам лучшую защиту и гарантировать более справедливое состязание.
Оригинальный текст (англ.)
The sport has grown up. The rules have been adopted to give its athletes better protections and to ensure fairer competition.
— Джон Маккейн

### Покупка «Зуффой»

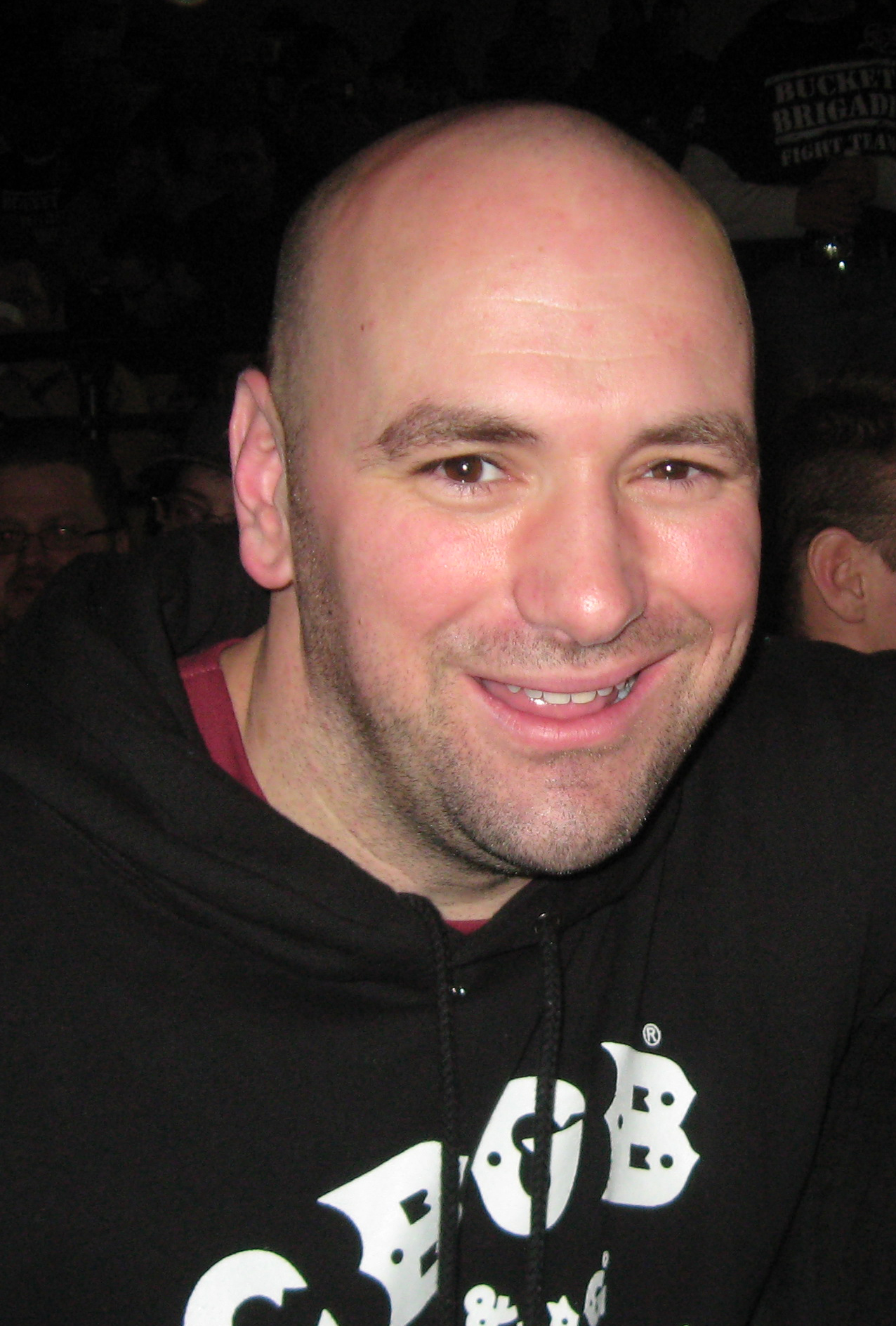
Дэйна Уайт — действующий президент UFC с 2001 года.

После долгих мытарств c получением разрешения на проведение боёв SEG находилась на грани банкротства. В 2001 году компании поступило предложение от бывшего промоутера бокса Дэйны Уайта и руководителей сети казино «Station Casinos», Фрэнка и Лоренцо Фертитта, приобрести UFC. Месяцем позже, в январе 2001 года, Фертитта купили UFC за 2 миллиона долларов через специально созданную для этого компанию «Зуффа» (от итал. zuffa — драка).
Лоренцо Фертитта, ранее являвшийся членом спортивной комиссии штата Невада, через свои связи обеспечил для «Зуффы» разрешение на проведение боёв в Неваде. Вскоре после этого UFC вернулась на платное кабельное телевидение c UFC 33, представив болельщикам сразу три титульных боя.

### Борьба за выживание и возрождение

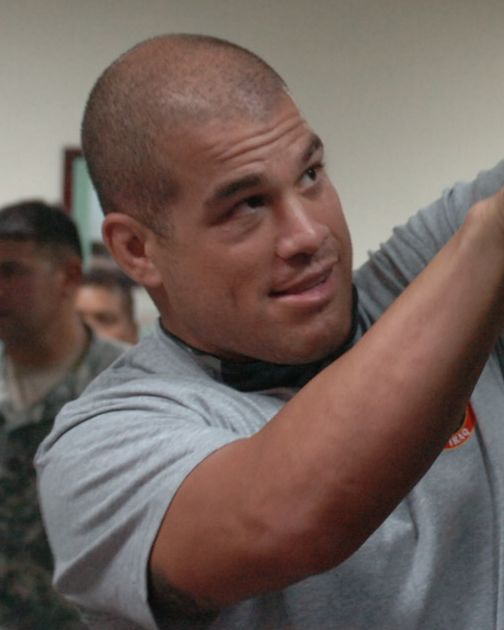
Бывший чемпион в полутяжёлом весе Тито Ортис помог UFC достичь нового пика популярности в 2002 году.

После покупки марки «Зуффой» популярность UFC начала медленно расти, благодаря отчасти эффективной рекламе, корпоративной финансовой поддержке, возможности проводить бои в больших залах казино Тадж Махал и MGM Grand Arena, возвращению на платное кабельное телевидение и последовавшим релизам записей боёв на видео и DVD.
UFC достигла договорённости с телеканалом Fox Sports Net (FSN), который начал показывать бои по смешанным правилам, а также транслировал главный бой UFC 37.5 между Чаком Лидделлом и Витором Белфортом. Позже FSN стал показывать репортажи с боёв UFC и лучшие схватки.
Критически важным событием для организации со времён покупки «Зуффой» стал UFC 40, состоявшийся 22 ноября 2002 года. Билеты в зале «MGM Grand Arena» были полностью распроданы, а клиенты кабельного телевидения купили 150 000 просмотров, что в три раза превосходило продажи предыдущих турниров. Главным боем вечера стало противостояние тогдашнего чемпиона UFC в полутяжёлом весе Тито Ортиса и бывшего чемпиона Кена Шемрока, который на время покидал ММА, перейдя в реслинг. UFC 40 удостоили своим вниманием даже такие медиа-гиганты как ESPN и USA Today, предоставив обзоры боёв для зрителей и читателей, соответственно. Не исключено, что именно успех UFC 40 и ожидание боя Ортис-Шемрок спасли UFC от банкротства: уровень покупок предыдущих шоу «Зуффы», в среднем, не превышал 45 000 трансляций, и организация несла большие убытки. Результаты UFC 40 позволили организации надеяться, что будущее ММА может быть успешным. Но несмотря на успех одного шоу, «Зуффа» по-прежнему испытывала серьёзные финансовые затруднения: со времён покупки UFC компания понесла убытки на сумму в 34 миллиона долларов.

### The Ultimate Fighterи закрепление на телевидении
Чтобы избежать краха, UFC вышла за пределы платного кабельного вещания на основные каналы телевидения. Будучи упомянутыми в реалити-шоу «Американское казино» и убедившись в его эффективности как инструмента для популяризации, братья Фертитта приняли решение создать свою собственную программу для UFC.
Их идея, получившая название «The Ultimate Fighter» (сокр. TUF, рус. Абсолютный боец) — реалити-шоу, показывающее перспективных бойцов ММА, сражающихся за право получения шестизначного контракта и выступления в UFC — была предложена нескольким телесетям, но везде была отвергнута. Единственным согласившимся каналом стал Spike TV, и то лишь после того как Фертитта предложили взять на себя 10 миллионов долларов производственных расходов.
В январе 2005 года «The Ultimate Fighter» стартовал на Spike TV. Шоу мгновенно приобрело популярность, а финальный бой в полутяжёлом весе между Форрестом Гриффином и Стефаном Боннаром впоследствии был признан «Лучшим боем 2005 года» по результатам опроса более 19 000 болельщиков на сайте MMA Weekly и в 2009 году признался «Лучшим боем в истории UFC». Дэйна Уайт охарактеризовал бой как «самый важный бой в истории UFC», спасший промоушен.
Вскоре после боя Гриффин-Боннар, в августе 2005 года вышел второй сезон передачи, а в 2006 году было выпущено ещё два сезона. По состоянию на 2010 год Spike и UFC продолжали выпускать шоу. Также Spike запустил «UFC Unleashed» (рус. Спущенный с привязи) — одночасовую передачу с лучшими боями прошлых лет. В августе 2005 года дебютировала передача «UFC Fight Night» (рус. Вечер боёв), бесплатно транслировавшая некоторые бои в прямом эфире. Наряду с этими нововведениями стала выпускаться передача «Countdown» (рус. Отсчёт), выходящая перед платными событиями и усиливающая интерес к боям и UFC в целом.

### Рост популярности и расширение организации

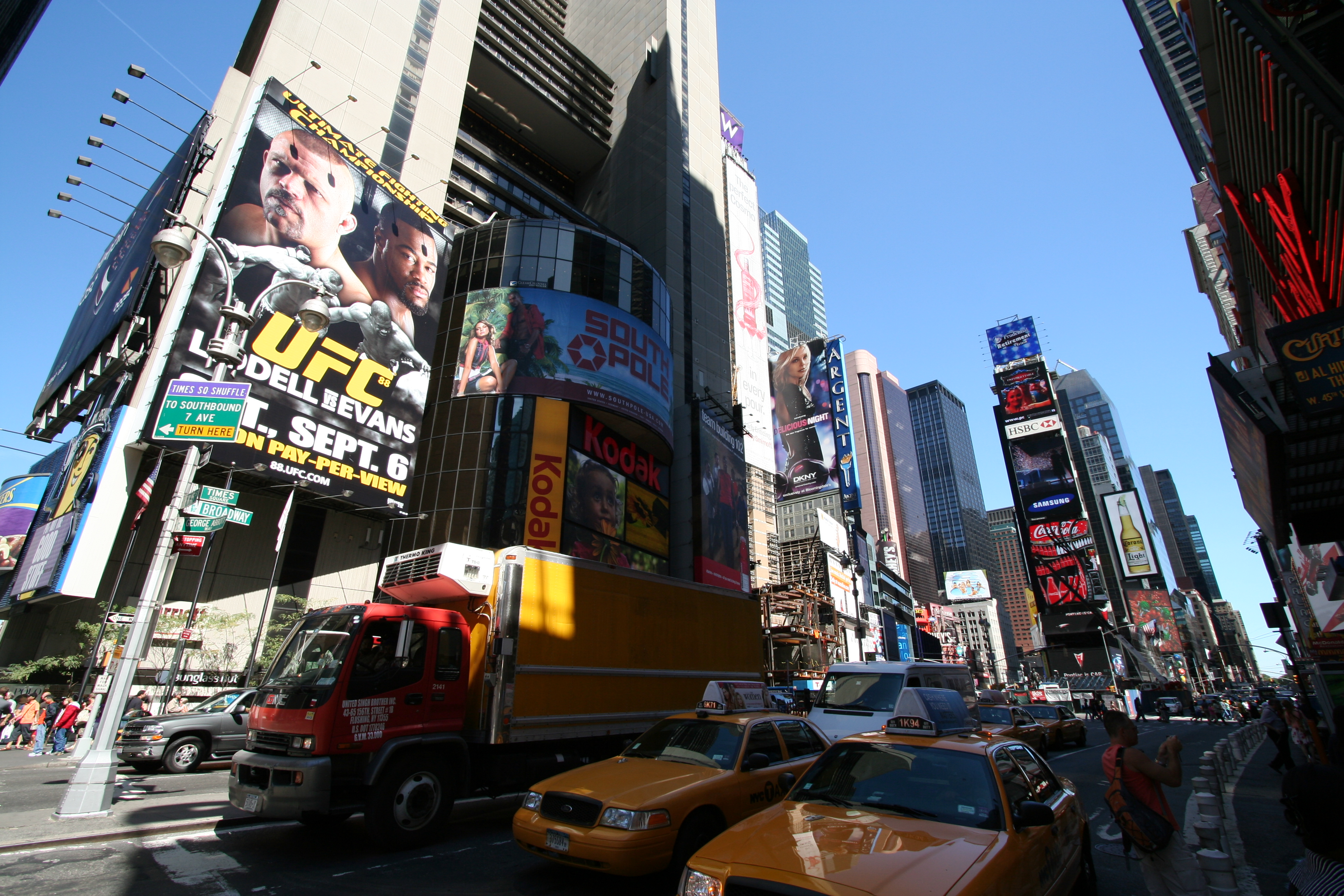
Афиша UFC 88 на нью-йоркском Таймс-Сквер с изображением Чака Лидделла и Рашада Эванса.

После выхода на Spike TV популярность UFC многократно выросла. Количество покупок платной трансляции, UFC 52 16 апреля 2005 года, первого события после финала дебютного сезона «The Ultimate Fighter», превысило 300 000, удвоив предыдущий рекорд, установленный на UFC 40. Главным боем вечера стало противостояние двух будущих членов Зала Славы UFC — Рэнди Кутюра и Чака Лидделла. Следующий бой между этими бойцами, состоявшийся по окончании второго сезона «The Ultimate Fighter», на UFC 57 в феврале 2006 года, собрал 410 000 покупок на кабельном телевидении, количество которых продолжало резко возрастать до конца 2006 года. UFC 60 от 27 мая, в главном бою которого в октагон впервые за 11 лет вернулся легендарный Ройс Грейси для встречи с Мэттом Хьюзом, собрал 620 000 заказов. Июльский UFC 61, в главном бою которого в очередной раз сошлись Кен Шемрок и Тито Ортис, получил 775 000 заказов. Однако рекордным в этом плане оказался UFC 66, преподнёсший зрителям в конце 2006 года бой Ортис-Лидделл: количество заказов превысило 1,1 миллиона.
Рост популярности заставил UFC расширить состав руководства. В марте 2006 года UFC объявила о найме Марка Ратнера, бывшего исполнительного директора спортивной комиссии штата Невада, на должность вице-президента. Ратнер, некогда бывший союзником Джона Маккейна в его стремлении запретить «бои без правил», стал катализатором развития санкционированных боёв ММА в США, читая курсы лекций для атлетических комиссий штатов в попытках улучшить имидж UFC и легализовать ММА в юрисдикциях, где спорт по-прежнему запрещён.
Популярность UFC была также замечена интернет-тотализатором BodogLife.com, который заявил в июле 2007 года, что в этом году, впервые в истории UFC превзойдёт бокс по количеству ставок. На тот момент UFC уже побила рекорды индустрии,
заработав более 223,8 миллиона долларов в 2006 году, превзойдя бокс и WWE, крупнейший промоушен реслинга. Также в 2007 году UFC всё чаще стала попадать в обзоры средств массовой информации: боец организации Роджер Уэрта появился на обложке журнала Sports Illustrated, а его коллега Чак Лидделл попал на обложку журнала ESPN.
По состоянию на 2010 год бои и программы UFC транслировались в 130 странах на 20 языках, в то время как UFC планирует дальнейшее расширение за границы США: в Канаде и Великобритании функционируют официальные представительства компании. UFC уже успела провести бои в Германии, Ирландии, Австралии и Объединённых Арабских Эмиратах, тогда как Япония, Афганистан, Китай, Мексика и Филиппины находятся в числе кандидатов на проведение будущих событий.

### Приобретение Pride

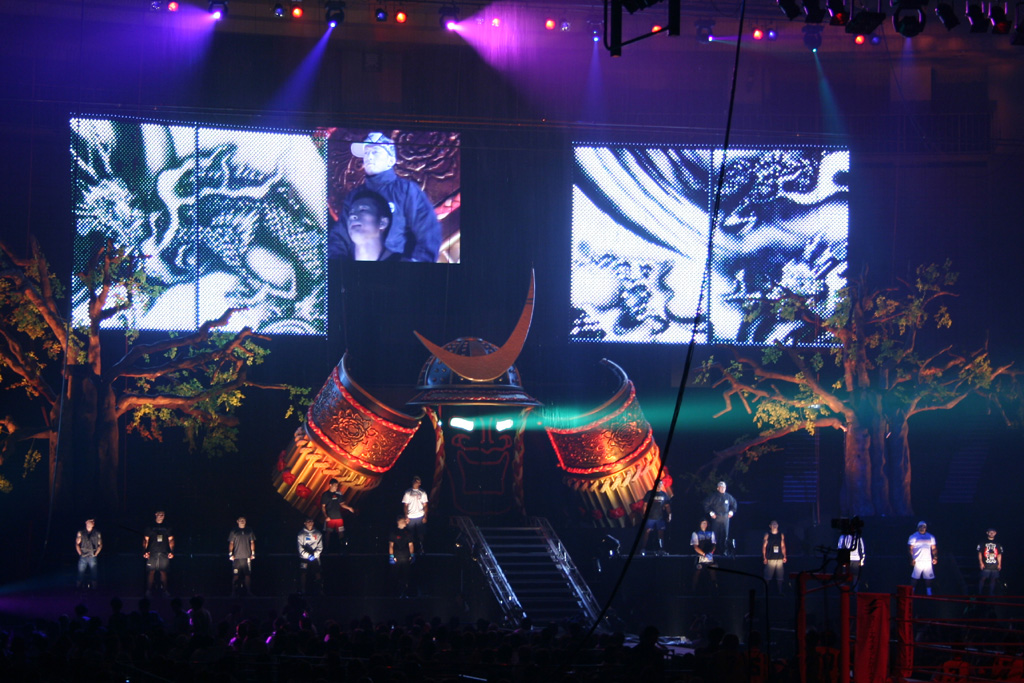
Шоу на турнире Pride

В марте 2007 года UFC и её японский конкурент Pride Fighting Championships объявили о заключении сделки, в результате которой активы Pride были приобретены братьями Фертитта и UFC менее, чем за 70 миллионов долларов. Лоренцо Фертитта назвал приобретение Pride практически эпохальным событием, которое изменит лицо ММА, фактически, создавая огромную спортивную ассоциацию по типу Национальной Футбольной Лиги.
Планировалось, что организации будут проводить события параллельно друг другу, периодически устраивая совместные мероприятия среди своих чемпионов и претендентов. Однако позже Дэйна Уайт заявил, что бизнес-модель Pride не окупается, и деятельность компании будет свёрнута, а многие бойцы, такие как Антонио Родриго Ногейра, Маурисиу Руа, Мирко «Крокоп» Филипович, Вандерлей Силва и другие, будут выступать под эгидой UFC. Многие из перешедших из Pride бойцов, в частности, Антонио Родриго Ногейра, Маурисиу Руа, Андерсон Силва и Куинтон Джексон, впоследствии добились чемпионского титула в UFC.
В начале октября 2007 года Pride Worldwide закрыла филиал, уволив 20 человек, работавших там со времён закрытия материнской компании Pride — Dream Stage Entertainment (DSE). Таким образом, UFC ликвидировала своего самого опасного конкурента и стала самым большим промоушеном ММА в мире.

### Дальнейшее развитие

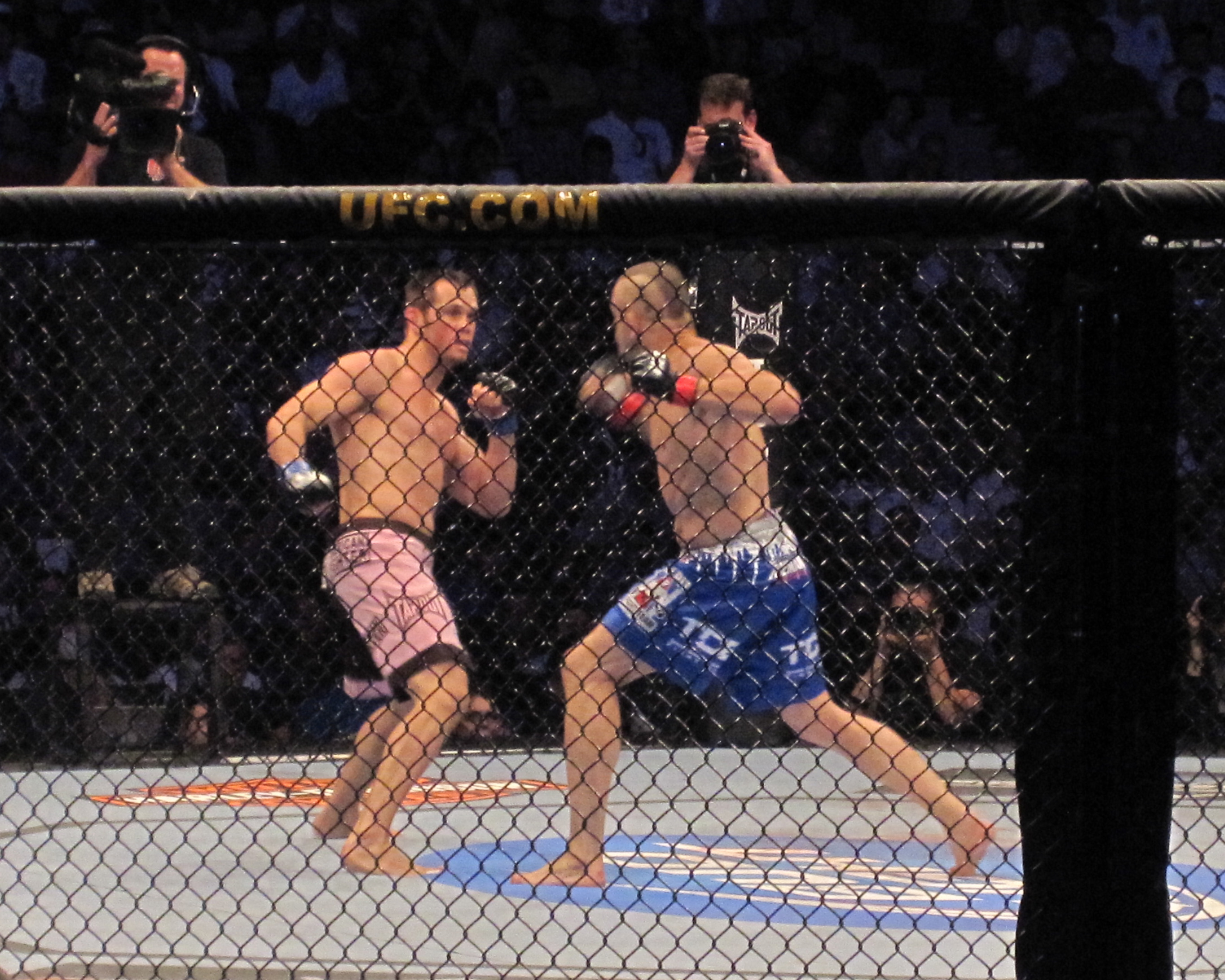
Рич Франклин (слева) нокаутировал Чака Лидделла на UFC 115 в Ванкувере.

В 2008 году UFC объявила о заключении спонсорских сделок с двумя крупными американскими брендами: производителем мотоциклов Harley-Davidson и пивоваренным конгломератом Anheuser-Busch, производителем одной из самых популярных в США марок пива Bud Light.

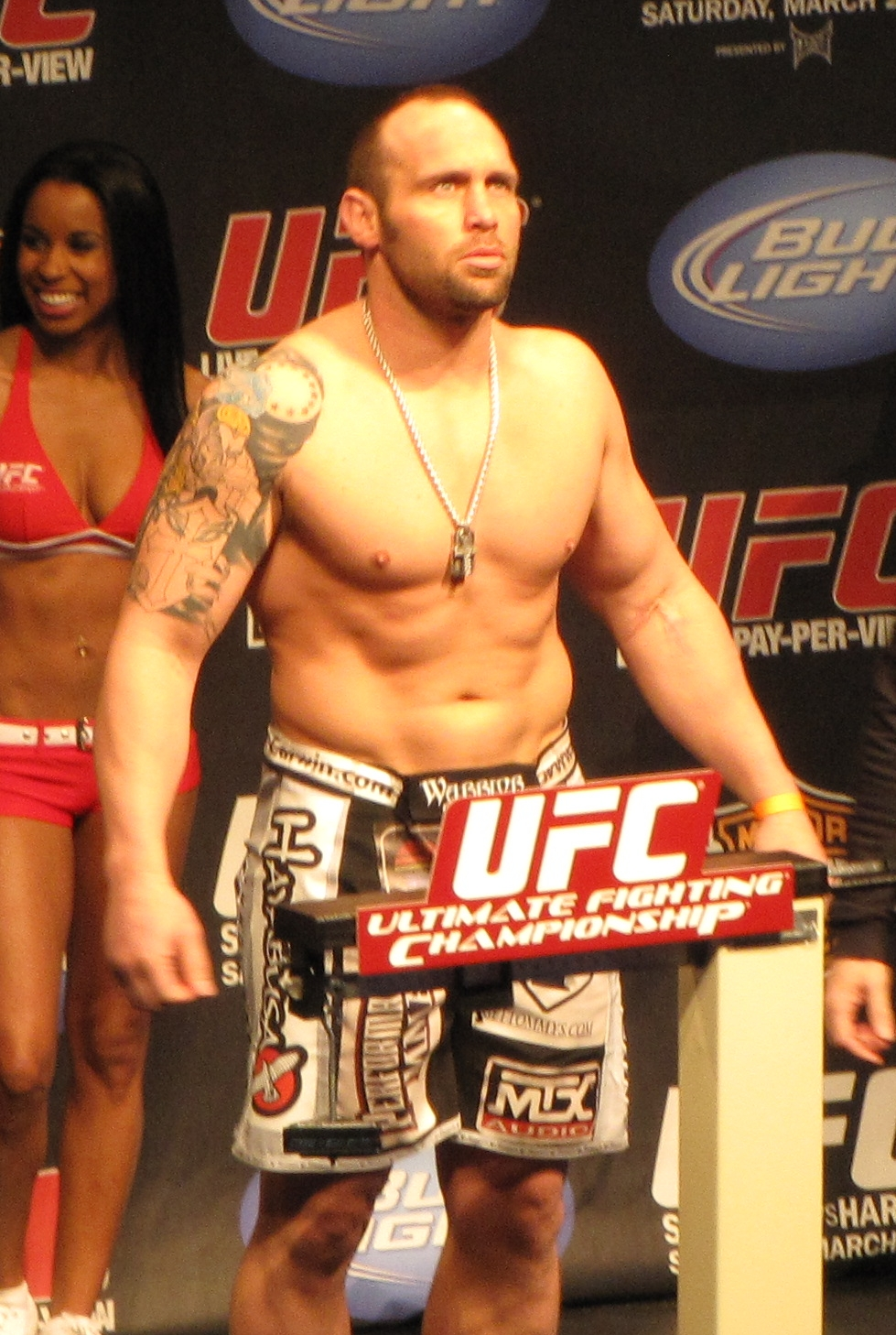
Шейн Карвин на взвешивании перед боем с Броком Леснаром на UFC 116.

В июне 2008 года Лоренцо Фертитта объявил о своём уходе из Station Casinos и намерении полностью посвятить себя международному развитию UFC. Подобное изменение пришлось как нельзя кстати для UFC, так как Фертитта обеспечил заключение договоров с китайской, французской, мексиканской и немецкой телесетями, а также организовал альтернативные источники доходов на базе торговой марки UFC, среди прочего, включая видеоигры и куклы бойцов.
Популярность UFC увеличилась в 2009 году, достигнув пика на UFC 100, собравшем более 1 700 000 заказов на платном телевидении. Состав бойцов на событии включал бывшего чемпиона NCAA по борьбе, звезду WWE Брока Леснара; бывшего чемпиона UFC Фрэнка Мира, канадскую суперзвезду ММА Жоржа Сен-Пьера, легенду Pride — Дэна Хендерсона и других выдающихся бойцов.
UFC 100 также стал уникальным мероприятием, поскольку интерес СМИ, в частности, ESPN, был поистине беспрецедентным: самый большой спортивный обозреватель США, традиционно фокусирующийся на бейсболе, баскетболе и американском футболе, подробно освещал событие задолго до и значительно после его проведения. C мая 2010 года ESPN начал выпускать программу «MMA Live», освещающую события в UFC и мире ММА в целом.
Дальнейший рост затормозился во второй половине года, когда у многих бойцов возникли травмы или другие проблемы со здоровьем, вынудив организаторов постоянно тасовать составы перед событиями. Печальную известность в этой связи приобрёл UFC 108 — из-за травм или болезней, включая дивертикулит, поставивший под угрозу жизнь Брока Леснара, состав участников менялся девять раз.
Впрочем, в начале 2010 года, организация вновь начала активизироваться. Успешно отстояли свои чемпионские титулы Жорж Сен-Пьер и Андерсон Силва, в то время как Маурисиу Руа сместил на чемпионском троне Лиото Мачиду, нокаутировав своего соотечественника в первом раунде. Соперничество между тренерами десятого сезона «The Ultimate Fighter», Куинтоном Джексоном и Рашадом Эвансом, вылилось в главный бой UFC 114, который собрал более миллиона заказов. Летом 2010 года UFC предложила своим болельщикам бой, в котором встречались вернувшийся после тяжёлой болезни Брок Леснар и претендент на постоянный чемпионский пояс (в отсутствие Леснара был разыгран «временный чемпионский пояс») — Шейн Карвин. С большим трудом выдержав град ударов Карвина в первом раунде, Леснар сумел применить к противнику удушающий приём во втором и сохранил свой пояс. Продажи платных трансляций события превысили 1 250 000 заказов Зрелищность всего события, включая бои между Ёсихиро Акиямой и Крисом Лебеном, а также Стефаном Боннаром и Кшиштофом Сошински, способствовала позитивному освещению UFC в СМИ, в результате чего некоторые бои повторно транслировались по Spike TV.

### Слияние с WEC
В декабре 2006 «Зуффа» приобрела калифорнийский промоушен World Extreme Cagefighting (WEC) (рус. Экстремальный бой в клетке), тем самым сорвав выход конкурирующей организации International Fight League (IFL) (рус. Международная Бойцовская Лига) на телеканал Versus. В то время Spike обладал эксклюзивными правами на показ боёв UFC, и покупка WEC позволяла заблокировать IFL, не нарушая условий контракта.
На протяжении четырёх лет WEC существовала как дочерняя компания UFC. В 2008 году компания упразднила свои самые тяжёлые весовые категории — средний вес и полусредний, в результате чего бои стали проводиться в весовых категориях от легчайшей до полусредней. Данное положение вещей продолжалось до октября 2010 года, когда Дэйна Уайт объявил о слиянии двух организаций, что фактически стало закрытием WEC и переходом всех бойцов из этой организации в UFC.
Новая структура вступила в силу с 1 января 2011 года. Согласно президенту UFC, действующие чемпионы WEC по состоянию на 31 декабря 2010 года сохранили свои титулы: таким образом первыми чемпионами UFC в полулёгком и легчайшем весах стали Жозе Алду и Доминик Крус, соответственно. Единственный дивизион, в котором возникло пересечение между двумя промоушенами — лёгкий вес, где Фрэнки Эдгар обладает титулом UFC, а Энтони Петтис владеет поясом WEC, завоёванным в бою против Бена Хендерсона 16 декабря 2010 года. Изначально планировалось, что победитель боя Хендерсон-Петтис сойдётся в титульном поединке с триумфатором ранее запланированного противостояния Эдгар-Мейнард. Однако, бой Эдгара с Мейнардом закончился ничьей, в результате чего между двумя бойцами был назначен повторный поединок, отложив объединение поясов на неопределённое время.

### Покупка Strikeforce
В марте 2011 Дэйна Уайт анонсировал приобретение Strikeforce. Согласно Уайту, Strikeforce будет продолжать функционировать как и прежде. Однако, на данный момент не действует.

### Финансовое состояние
Несмотря на рост числа заказов платных трансляций, финансовые показатели и бизнес-модель «Зуффы» остаются скрытыми от широкой публики. Не являясь публичной компанией, «Зуффа» не обязана обнародовать свои финансовые результаты и делает это крайне редко, тщательно контролируя информацию.
Помимо ограниченного круга владельцев и управляющих компании, к показателям «Зуффы» имеет доступ Standard & Poor's (S&P) — одно из крупнейших рейтинговых агентств. S&P отслеживает финансовые результаты компании, но не имеет права их публиковать. Агентство рисует лишь общую картину, касаясь важнейших показателей, таких как ликвидность и прибыльность, и выражает своё мнение касательно дальнейшего будущего компании. Из кратких отчётов, выпускаемых S&P известно, что примерно 75 % доходов «Зуффа» получает от организации событий, большую часть которых составляют покупки телевизионных трансляций. В свою очередь, 40 % от этих доходов получает телевизионная компания. Остальные 25 % доходов «Зуффа» получает благодаря контракту со Spike TV. Так как фиксированного графика проведения событий не существует, доходы варьируются от месяца к месяцу. В среднем, в месяц проходит примерно одно большое событие с участием лидирующих бойцов, и одно-два менее масштабных мероприятия, например, «UFC Fight Night», которое бесплатно транслируется по Spike TV, но вместе с этим представляет поединки средних или начинающих бойцов.
EBITDA (объём прибыли до вычета расходов по процентам, уплаты налогов и амортизационных отчислений) более чем удвоился между 2005 и 2006 годами, составив более 40 % доходов в 2006 году. Согласно Дейву Мельцеру, обозревателю журнала Wrestling Observer Newsletter, в 2006 году «Зуффа» заработала 190 миллионов долларов, получив прибыль в 76 миллионов (до уплаты налогов).
С тех пор доходы от продаж продолжили рост, однако, выросли и расходы, во многом из-за расширения за рубеж. Расходы по организации двух событий в Великобритании и связанная с ними агрессивная маркетинговая кампания, снизили показатель EBITDA более, чем на 50 %. Несмотря на большие расходы, прибыль «Зуффы» от зарубежных мероприятий в конце 2009 года составляла лишь 10 %.
В 2007 году «Зуффа» взяла кредит в размере 350 миллионов долларов, из которых 325 миллионов составил долгосрочный заём с датой погашения в 2015 году. Другие 25 миллионов пришлись на автоматически возобновляемый кредит, истекающий в 2012 году. Средства долгосрочного займа были выплачены в форме одноразового дивиденда братьям Фертитта и Дэйне Уайту (сумма выплат не разглашается), а также использованы для рефинансирования текущего долга компании. Таким образом, братья Фертитта и Уайт переложили денежный риск в случае дефолта «Зуффы» на банк-кредитор, в то же время оставаясь в самой выгодной позиции, если компания будет продолжать приносить прибыль. В 2007 году стоимость компании в случае принудительной ликвидации оценивалась S&P в 150—240 миллионов долларов, из которых основную часть составляли бренд UFC, договоры и наличные средства.

### Выкуп Zuffa компанией Endeavor
29 апреля 2021 года Endeavor успешно провела первичное размещение акций (IPO) и стала публичной компанией, зарегистрированной на Нью-Йоркской фондовой бирже. Впоследствии Endeavor использовала часть средств, полученных от IPO, для выкупа других акционеров Zuffa на сумму 1,7 млрд долларов США, в результате чего Zuffa стала стопроцентной дочерней компанией Endeavor.

### Слияние c WWE и образование TKO
3 апреля 2023 года было объявлено, что UFC объединится с рестлинг-промоушном WWE в рамках новой компании TKO Group Holdings, контролируемой Endeavor Group. Endeavor будет владеть 51 % акций новой компании, занимающейся боевыми видами спорта и развлечениями, а акционеры WWE будут иметь оставшиеся 49 % акций. Винс Макмэн будет занимать должность исполнительного председателя новой компании, а Дэйна Уайт останется президентом UFC. Слияние состоялось 12 сентября 2023 года. 26 января 2024 года на фоне обвинений в сексуальной агрессии Макмэн покинул TKO.

## Правила

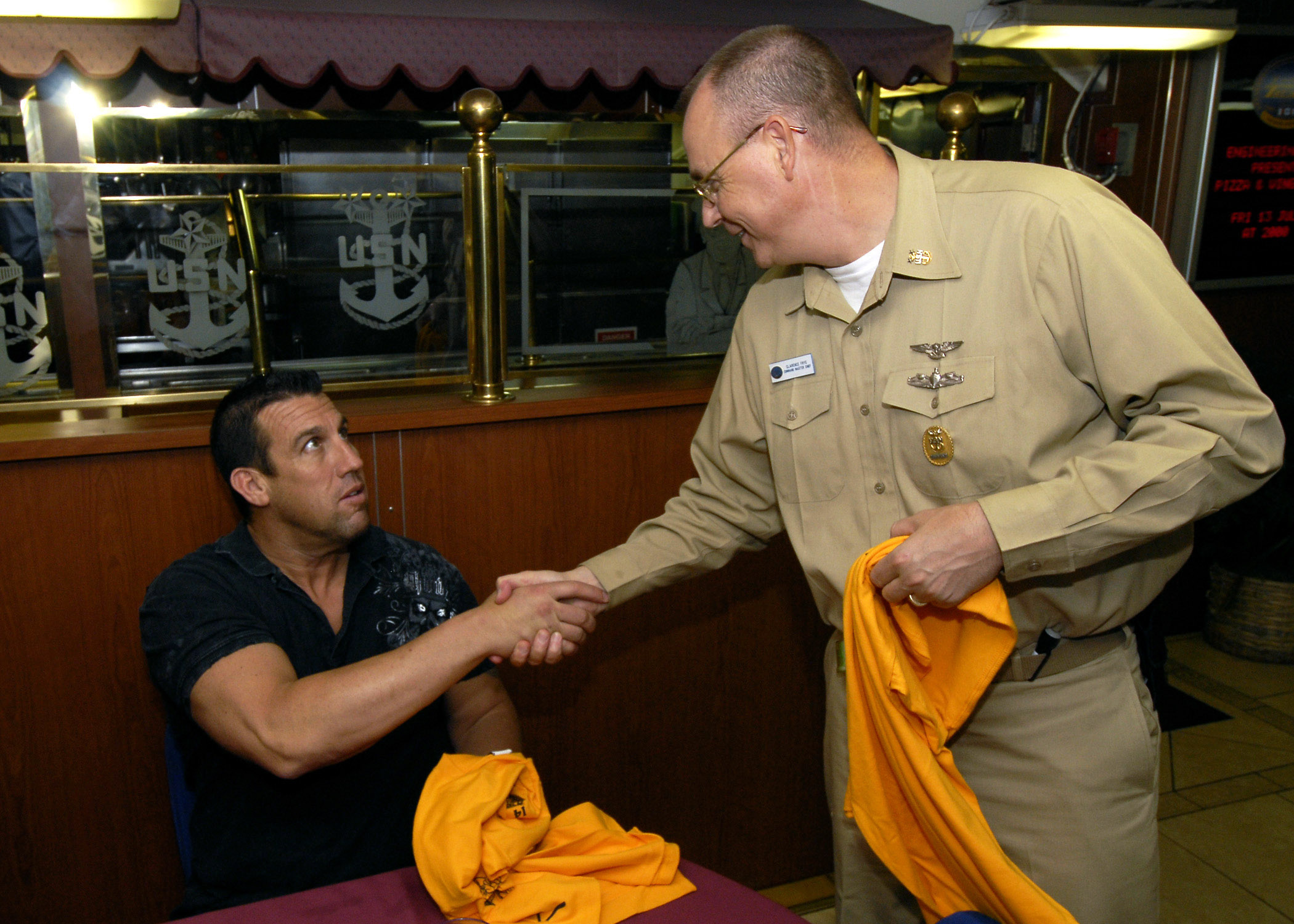
Офицер полиции Джон Маккарти (слева) получил известность, будучи рефери в восьмиугольнике, где за карьеру проконтролировал ход 535 боёв.

Современные правила для UFC первоначально были установлены Спортивным департаментом управления Нью-Джерси. «Объединённые правила смешанных боевых искусств», принятые в Нью-Джерси также были утверждены в Неваде, Луизиане и Калифорнии. Эти правила использовались и другими промоушенами в пределах США, став обязательными для тех штатов, которые приняли эти условия, и таким образом стали «де-факто» стандартным списком правил для профессиональных спортсменов ММА.

### Раунды
Каждый раунд на UFC соревнованиях длится пять минут. На титульных матчах (за чемпионский пояс) или главных событиях длительность боя составляет пять раундов, а на нетитульных — три раунда. Между раундами перерыв продолжительностью в одну минуту.

### Весовые категории
По состоянию на январь 2016 года в UFC существовало 9 весовых категорий (в нетитульных боях допускался перевес в полкилограмма):
| Вес (кг)    | Вес (lbs) | Русское название категории | Английское название категории | Пол             |
| ----------- | --------- | -------------------------- | ----------------------------- | --------------- |
| 93 — 120,2  | 205 — 265 | Тяжёлый вес                | Heavyweight                   | Мужской         |
| 84 — 93     | 185 — 205 | Полутяжёлый вес            | Light heavyweight             | Мужской         |
| 77,1 — 84   | 170 — 185 | Средний вес                | Middleweight                  | Мужской         |
| 70,3 — 77,1 | 155 — 170 | Полусредний вес            | Welterweight                  | Мужской         |
| 65,8 — 70,3 | 145 — 155 | Лёгкий вес                 | Lightweight                   | Мужской         |
| 61,2 — 65,8 | 135 — 145 | Полулёгкий вес             | Featherweight                 | Мужской/Женский |
| 57 — 61,2   | 125 — 135 | Легчайший вес              | Bantamweight                  | Мужской/Женский |
| 52,2 — 57   | 115 — 125 | Наилегчайший вес           | Flyweight                     | Мужской/Женский |
| до 52,2     | до 115    | Минимальный вес            | Strawweight                   | Женский         |

Наилегчайшая весовая категория (англ. flyweight; до 57 кг / 125 фунтов) была анонсирована руководством организации в 2011 году. Вскоре после объявления она появилась на UFC on FX 2, где чемпиона этой категории отбирали методом расстановки бойцов по турнирной сетке. А уже в 2013 году было заявлено об открытии женского минимального весового дивизиона, чемпионку которой должен был определить один из сезонов «The Ultimate Fighter». Кроме того, есть ещё одна весовая категория, указанная в «Объединённых правилах», которая по состоянию на сентябрь 2018 года в UFC не использовалась и, вероятнее всего, в будущем не будет использоваться:
| Вес (кг) | Вес (lbs) | Русское название категории | Английское название категории |
| -------- | --------- | -------------------------- | ----------------------------- |
| от 120   | от 266    | Супертяжёлый вес           | Super Heavyweight             |

### Клетка

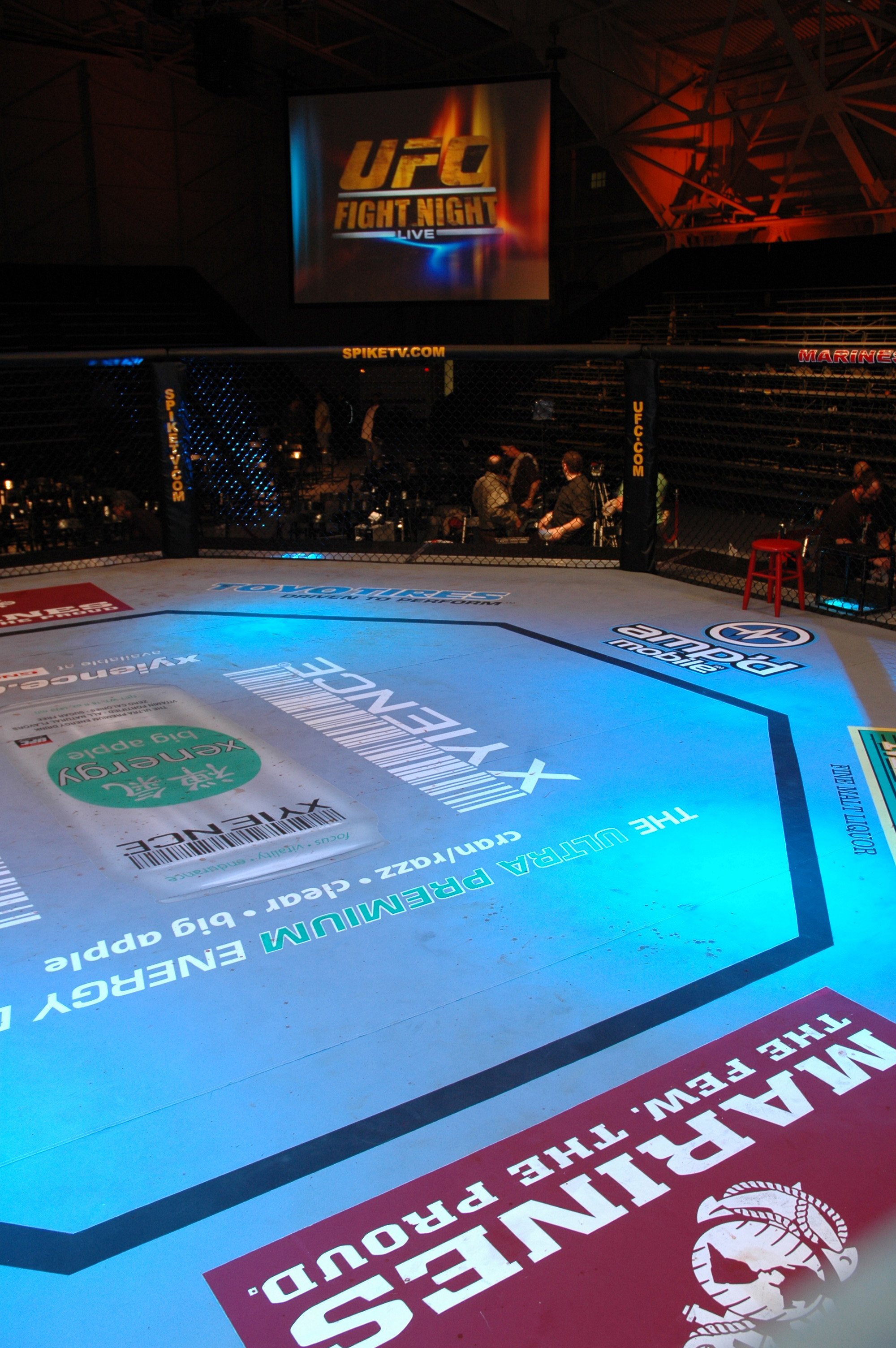
Внутри клетки

Бои UFC проходят в ограждённом восьмиугольнике, официально носящем название «Октагон».
Изначально SEG зарегистрировал торговую марку «Восьмиугольник» и препятствовал другим организациям ММА использовать тот же самый тип клетки. Но в 2001 году «Зуффа» дала своё согласие конкурентам на использование восьмиугольной клетки, аргументируя это тем, что молодой спорт нуждается в единообразии и повсеместном признании властями. Тем не менее, название «Октагон» осталось закреплённым за «Зуффой», и среди изобилия организаций ММА лишь UFC официально носит название «Восьмиугольник».
Клетка UFC — это восьмиугольное сооружение, установленное на платформе высотой 120 см от земли, с диаметром 9,75 метра и металлическим проволочным ограждением высотой 165—173 см. Во избежание порезов, рассечений и царапин от соприкосновения, на металлическую сетку нанесено виниловое покрытие. Столбы в углах восьмиугольника и верх забора защищены плотным брезентом, набитым пеной. В клетке есть два входа, расположенных напротив друг друга. Мат, украшенный логотипами спонсоров, заменяется для каждого соревнования.

### Формат
Начиная с UFC 12 турнирная сетка была упразднена. На смену ей пришли индивидуальные бои, в связи с чем слово «турнир» стало некорректным, а мероприятия, организуемые UFC, стали называться события или ивенты (от англ. event).

### Экипировка
Все соперники должны драться в разрешённых шортах, без обуви. Футболки, рубашки, ги, включая длинные штаны, запрещены. Бойцы должны использовать одобренные лёгкие перчатки, которые содержат, по крайней мере, один дюйм (2,5 см) набивочного материала вокруг костяшек, (от 110 до 170 грамм/ от 4 до 6 унций), которые позволяют бойцам делать захваты. Эти перчатки дают бойцам возможность бить руками с меньшим риском повреждения или перелома руки, в то время как сохраняется способность делать захваты и бороться.
Также обязательны капа и защитная раковина для паха, наличие которых проверяется рефери перед боем.
В 2015 году Reebok подписала шестилетний контракт с UFC за право стать официальным экипировщиком бойцов. Общая сумма, по неофициальным данным, составила порядка $70 млн. С тех пор бойцы UFC на всех официальных мероприятиях обязаны появляться только в конкретной экипировке, а нарушение грозит им штрафами.
Соглашение с Reebok истекло в 2020 году. В июле этого же года в UFC объявили, что новым партнёром компании станет бренд одежды для смешанных единоборств Venum.

### Система подсчёта баллов
Во всех боях UFC используется десятибалльная система подсчёта очков; трое судей подсчитывают очки каждый раунд, оценивая мастерство, степень доминирования, агрессивность и защиту. Победитель получает десять очков, проигравший получает девять или меньше. Если бой равный, то оба бойца получают по 10 очков. В Нью-Джерси минимальное количество очков, которое может получить боец за один раунд, равняется семи. В других штатах боец традиционно получает за раунд не менее восьми очков.

### Нарушения
Спортивная атлетическая комиссия штата Невада в настоящее время составила список следующих нарушений:
| Полный список |
| --- |
| - Удары головой - Выбивание глаз любым способом - Укусы - Таскание за волосы - Хватание пальцами за щёку - Атаки в пах любым способом - Засовывание пальцев в отверстия на теле (нос, уши и пр.) - Порезы или нанесение ран оппоненту - Манипуляции с малыми суставами (пальцы рук) - Удары по позвоночнику или по затылку - Нисходящие удары с использованием острой точки локтя (также известные как «двенадцать — шесть») - Удары в горло любым способом, захват трахеи - Царапание, щипание или выкручивание кожи - Захват ключицы - Удары лежащего соперника ногами в голову - Удары лежащего соперника коленями в голову - Топтание лежащего соперника - Удары пяткой по почкам - Втыкание соперника в мат вниз головой или шеей - Выкидывание соперника за пределы ринга или ограждённого пространства - Удерживание шорт или перчаток соперника - Плевки на соперника - Неспортивное поведение, которое может быть причиной травмы соперника - Удерживание за ограждение - Матерная ругань на ринге или в ограждённом пространстве - Атака соперника во время перерыва - Атака соперника, находящегося на попечении рефери - Атака соперника после гонга, оповестившего об окончании раунда - Злостное пренебрежение инструкциями рефери - Нерешительность, избегание контакта с соперником, намеренное или умышленное выплёвывание капы, или симулирование травмы. - Помехи с использованием угла ринга - Выкидывание полотенца во время состязания. 1. |

Когда нарушение засчитано, рефери, на своё усмотрение, может вычесть одно или больше очков в качестве наказания. В случае неспособности одного из бойцов продолжать бой из-за нарушений, бой может закончиться дисквалификацией, если нарушение было умышленное, или быть объявленным «несостоявшимся» в случае непреднамеренного нарушения. Если нарушение является причиной неспособности бойца продолжать схватку, тогда выносится техническая победа травмированному бойцу, если он лидирует по очкам. В противном случае, объявляется техническая ничья.

### Ведение боя
- Бойцов, достигших безвыходного положения в партере (ни один из них не находится в доминирующем положении или не стремится его занять), рефери может остановить и поднять в стойку. Это правило также известно, как «правило ведения боя в стойке».
- Если рефери приостанавливает бой и возвращает бойцов в партер, то бой продолжается, когда бойцы будут в своём прежнем положении и рефери даст команду на продолжение.
- Захватывание за клетку приводит к устному предупреждению, после чего следует попытка рефери прекратить это нарушение. Если эта попытка безуспешная или боец продолжает держаться за клетку, рефери может засчитать нарушение.
- Во время ранних турниров UFC вербальные перепалки во время матча не запрещались. По «Объединённым правилам» эксцентричные поступки разрешены перед состязанием, чтобы добавить азарта, но нецензурная брань во время боя запрещена.

### Эволюция правил UFC
- UFC 1 — Несмотря на то, что реклама гласила, что правил нет, ограничения присутствовали: запрещалось кусаться, выдавливать глаза, совершать манипуляции с малыми суставами. Отсутствовало и ограничение на время. Бои же заканчивались только в результате нокаута или добровольной сдачи. Тем не менее первый бой турнира был завершён остановкой рефери (технический нокаут), что не было официально признанным способом завершения боя.
- UFC 2 — Временные ограничения были отменены. Были разрешены удары в пах (исключения составляли захваты паха) и добавлены изменения в клетке (ограждение стало выше, а маты тоньше).
- UFC 3 — Рефери официально получил полномочия останавливать бой, если один из бойцов терял возможность осознанно защищаться. Также боец, носивший обувь, не мог бить ногами. Это правило позже было отменено.
- UFC 4 — После того как Стив Дженнум выиграл UFC 3, проведя всего один бой (Дженнум заменил травмированного бойца), новым заменяющим пришлось выигрывать квалификационный бой, чтобы получить допуск на турнир.
- UFC 5 — Введён 30-минутный лимит времени на бой. Введён «Супербой» — отдельный бой между двумя участниками, выбираемыми организаторами. Победитель объявлялся чемпионом Супербоя и был вынужден защищать этот титул на следующем турнире.
- UFC 6 — Рефери получил возможность возобновлять бой в стойке в случае «недостатка активности» бойцов в партере. Введён пятиминутный овертайм сверх 30-минутного лимита.
- UFC 8 — Временной лимит боя снижен до 10 минут в первых двух раундах турнира и до 15 минут в финале и Супербое. По истечении времени решение об исходе стали принимать судьи, каждый из которых поднимал карточку с именем победившего по его мнению бойца. Ничья была невозможна.
- UFC 9 — Местное политическое давление вынудило организаторов запретить удары кулаками в голову, которые после этого турнира были снова разрешены. Изменение правила произошло в последнюю минуту, в результате чего комментаторы даже не знали о нём, а рефери Джон Маккарти был вынужден постоянно выносить бойцам предупреждения. Впрочем, ни один из бойцов не был оштрафован.
- Ultimate Ultimate 1996 — Введён запрет на цепляние пальцами за ограждение.
- UFC 12 — Главный турнир разбит на тяжёлый и полутяжёлый дивизионы. Турнирная сетка из восьми участников отменена. Введён бой за чемпионский титул, заменив Супербои.
- UFC 14 — Становятся обязательными перчатки весом от 4 до 6 унций (110−170 грамм)
- UFC 15 — Введён запрет на удары головой, удары в пах, удары локтями по шее и голове, пинки лежачего противника, удары в болевые точки и дёрганье за волосы.
- UFC 21 — Введены пятиминутные раунды. Нетитульные бои длятся три раунда, титульные — пять. Введена десятибалльная оценочная система, аналогичная используемой в боксе.
- UFC 28 — Спортивный комитет Нью-Джерси санкционировал первый бой UFC в своём штате согласно «Объединённым правилам ММА». Введено подразделение на весовые категории, ограничения на экипировку и более строгие медицинские требования к бойцам[92]. Новый свод правил «де факто» является стандартом для боёв по смешанным правилам в США и по-прежнему используется в UFC.
- UFC 31 — Весовые категории подогнаны к современным стандартам. Верхний лимит в легчайшем весе повышен от 68 кг до 70 кг, и категория переименована в «лёгкий вес». Бывший лёгкий вес стал «полусредним весом». Средний вес стал «полутяжёлым весом». Введена новая категория среднего веса — от 77 до 84 кг.
- UFC 43 — В случае остановки рефери бой возобновляется в той же позиции, в которой был остановлен.
- UFC 94 — После инцидента, когда Жорж Сен-Пьер был обвинён в нанесении вазелина на тело, секундантам было запрещено приносить вазелин внутрь восьмиугольника. Вазелин должен наноситься за пределами клетки до начала первого раунда.
- UFC 131 — Нетитульные бои продлеваются до пяти раундов по аналогии с титульными, за исключением уже назначенного на UFC 133 боя между Рашадом Эвансом и Филом Дэвисом.
- UFC on FX 2 — введена новая весовая категория — наилегчайший вес (до 57 кг)[88].

### Заработки
Как правило, бойцы UFC не получают стабильную зарплату, и их заработки варьируются в зависимости от условий контракта. У малоизвестных бойцов гонорар может быть всего 4000 долларов, в то время как чемпионы и знаменитые бойцы могут получать до 1 млн за один бой. Первым бойцом, получившим гонорар в размере 1 млн долларов за бой, стал ирландец Конор Макгрегор, в том же году Конор стал первым бойцом, который заработал 3 млн долларов за бой. Боец сам несёт ответственность за оплату услуг тренеров, менеджеров, угловых и т. д. Многие бойцы также зарабатывают благодаря спонсорской поддержке, что зачастую значительно превышает базовый гонорар.
Также предусмотрена система бонусов в размере $50 000 поверх основного гонорара за «Выступление вечера» (2 награды) и «Лучший бой вечера» (награждаются оба участника).

## Выдающиеся бойцы

### Действующие чемпионы
| Дивизион         | Чемпион               | Дата завоевания титула        | Количество защит |
| ---------------- | --------------------- | ----------------------------- | ---------------- |
| Мужчины          |                       |                               |                  |
| Тяжёлый вес      | Том Аспиналл          | 22 июня 2025 года             | 0                |
| Полутяжёлый вес  | Магомед Анкалаев      | 9 марта 2025 года (UFC 313)   | 0                |
| Средний вес      | Дрикус Дю Плесси      | 20 января 2024 года (UFC 297) | 2                |
| Полусредний вес  | Джек Делла Маддалена  | 10 мая 2025 года (UFC 315)    | 0                |
| Лёгкий вес       | Илия Топурия          | 28 июня 2025 года (UFC 317)   | 0                |
| Полулёгкий вес   | Александр Волкановски | 12 апреля 2025 года (UFC 314) | 0                |
| Легчайший вес    | Мераб Двалишвили      | 14 сентября 2024 (UFC 306)    | 2                |
| Наилегчайший вес | Алешандри Пантожа     | 8 июля 2023 года (UFC 290)    | 4                |
| Женщины          |                       |                               |                  |
| Легчайший вес    | Кайла Харрисон        | 7 июня 2025 (UFC 316)         | 0                |
| Наилегчайший вес | Валентина Шевченко    | 14 сентября 2024 (UFC 306)    | 0                |
| Минимальный вес  | Вэйли Чжан            | 12 ноября 2022 года (UFC 281) | 3                |

### Члены Зала славы UFC
(в порядке избрания)
- Ройс Грейси (избран 21 ноября 2003 года на UFC 45)[98]
- Кен Шемрок (21 ноября 2003 года на UFC 45)[98]
- Дэн Северн (16 апреля 2005 года на UFC 52)[99]
- Рэнди Кутюр (24 июня 2006 года на The Ultimate Fighter 3 Finale)[100]
- Марк Коулмен (1 марта 2008 года на UFC 82)[101]
- Чак Лидделл (10 июля 2009 года на UFC 100 Fan Expo)[102]
- Чарльз «Маска» Льюис (посмертно, 10 июля 2009 года на UFC 100 Fan Expo)[102]
- Мэтт Хьюз (28 мая 2010 года на UFC 114 Fan Expo)[103]
- Тито Ортис (6 июля 2012 года на UFC 148 Fan Expo)[104]
- Форрест Гриффин (4 июля 2013 на UFC 162 Fan Expo)[104]
- Стефан Боннар (4 июля 2013 на UFC 162 Fan Expo)[104]
- Бас Рюттен (11 июля 2015 на UFC 189)[104]
- Би Джей Пенн (11 июля 2015 на UFC 189)[104]
- Джеффри Блатник (посмертно, 11 июля 2015 на UFC 189)[104]
- Антониу Родригу Ногейра (10 июля 2016 года на UFC Fan Expo)[105]
- Дон Фрай (2016 год)[106]
- Морис Смит (6 июля 2017 года)[104]
- Кадзуси Сакураба (6 июля 2017 года)[104]
- Юрайя Фейбер (6 июля 2017 года)[104]
- Мэтт Серра (5 июля 2018 года)[105]
- Ронда Раузи (5 июля 2018 года)[104]
- Майкл Биспинг (5 июля 2019 года)[107]
- Рашад Эванс (5 июля 2019 года)[108]
- Жорж Сен-Пьер (9 мая 2020 года)[109]
- Кевин Рэндлмен (объявлено)[110]

## В культуре

### Телевидение
Помимо передач, освещающих бои UFC, организация также была упомянута в популярном американском телесериале «Друзья». В третьем сезоне, в «Эпизоде с чемпионом по боям без правил», бойфренд Моники, Пит Бекер (Джон Фавро), намеревается стать чемпионом UFC, ради чего усердно тренируется у «бывшего наёмного убийцы». Примечательным является выступление Пита против действительного бойца UFC — Дэвида «Танка» Эбботта.
Поскольку премьера эпизода состоялась в 1997 году, до реформы правил, то UFC преподнесена зрителю как «кровавый спорт».

### Музыка
- UFC: Ultimate Beat Downs, Vol. 1, альбом, включающий песни, проигрываемые на событиях и вдохновлённые боями UFC.

### Видеоигры
- Ultimate Fighting Championship (Dreamcast и PlayStation)
- UFC: Tapout (Xbox)
- UFC: Throwdown (PS2 и NGC)
- UFC: Tapout 2 (Xbox)
- UFC: Sudden Impact (PS2)
- UFC 2009 Undisputed (PS3 и Xbox 360)
- UFC Undisputed 2010 (PSP, PS3 и Xbox 360)
- UFC Personal Trainer (PS3, Xbox 360 и Wii)
- UFC Undisputed 3 (PS3 и Xbox 360)
- EA Sports UFC (PS4 и Xbox One)
- EA Sports UFC 2 (PS4 и Xbox One)
- EA Sports UFC 3 (PS4 и Xbox One)
- EA Sports UFC 4 (PS4 и Xbox One)
- EA Sports UFC 5 (PS5 и Xbox Series X/S)

В январе 2007 года «Зуффа» и разработчик видеоигр THQ объявили о получении THQ лицензии на создание игр под торговой маркой UFC. Соглашение дало THQ эксклюзивное право на разработку игр для нынешних и будущих игровых приставок, а также для ПК и портативных игровых систем. Срок соглашения истекает в 2011 году. UFC 2009 Undisputed, вышедшая 19 мая 2009 года, стала первой игрой, выпущенной после подписания контракта.
После банкротства THQ лицензию выкупила EA. Перезапуск серии состоялся летом 2014. Продолжение EA Sports UFC 4 вышло 14 августа 2020 года, для PlayStation 4 и Xbox One. EA Sports UFC 5 был выпущен 27 октября 2023 года для Xbox Series X/S и PlayStation 5.

### Фигурки бойцов
В июне 2008 года было объявлено, что UFC подписала эксклюзивный контракт на 4 года с компаний «Jakks Pacific» для создания фигурок бойцов. Среди продукции фирмы в продаже имеются фигурки Ройса Грейси, Брока Леснара, Фрэнка Мира, Рашада Эванса, Джона Джонса и многих других бойцов.
Также выпуском фигурок занимается компания «Round 5». В серию входят фигурки Куинтона Джексона, Мэтта Хьюза, Тито Ортиса, Рэнди Кутюра, Вандерлея Силвы, Шона Шерка, Рича Франклина и Андерсона Силвы.

### DVD
Все турниры и события UFC были выпущены на DVD. Исключение составили события с UFC 23 по UFC 29, так как SEG не смогла обеспечить их телетрансляции, вследствие чего, этот период был назван болельщиками «тёмными днями UFC». Позже эти события были выпущены в составе коллекций, включающих около десяти событий на одном диске.